# Аршица (Васлуј)
Аршица (рум. Arșița) насеље је у Румунији у округу Васлуј у општини Богдана. Oпштина се налази на надморској висини од 238 m.

## Становништво
Према подацима из 2002. године у насељу је живело 31 становника, од којих су сви румунске националности.